# Alfonsina Strada
Pour les articles homonymes, voir Strada.
Alfonsina Strada, née Morini le 16 mars 1891 à Castelfranco Emilia et morte le 13 septembre 1959 à Milan, est une cycliste italienne, la seule femme à avoir officiellement participé à l'un des trois grands tours cyclistes masculins (Tour de France, Giro et Vuelta). Elle a notamment pris part deux années de suite au Tour de Lombardie (1917 et 1918 ainsi qu'au Tour d'Italie 1924.

## Biographie
Alfonsina Morini naît dans une famille de paysans habitant dans la ville de Castelfranco Emilia près de Modène. La famille déménage en 1895 à Castenaso, après la naissance de leur troisième enfant. Selon les récits, sa maison était très rudimentaire et des poules vivaient parmi la famille nombreuse. Elle passe pour un garçon manqué jouant avec ses frères et avec leurs amis. Jusqu'à ses dix ans, elle utilise le vélo de son père, puis celui-ci lui en offre un, qu'il obtient en l'échangeant contre des poules. Elle participe à sa première course cycliste à treize ans à Reggio d'Émilie et remporte un cochon vivant comme prix.
Alfonsina commence alors à faire parler d'elle dans un monde italien où les femmes sont presque exclusivement subordonnées à leur rôle d'épouse et de mère. Dans les villages reculés comme le sien, le cyclisme est alors plus réservé aux hommes et une femme à bicyclette est représentée comme une manifestation du diable.
En 1907, elle s'installe à Turin, centre du cyclisme italien, où une femme à bicyclette ne provoque aucun scandale. Elle commence alors à concourir et remporte le titre de "meilleur cycliste italienne" en devançant la célèbre Giuseppina Carignano,.
En 1909, alors qu'elle n'a que 18 ans, Alfonsina se rend avec le cycliste Carlo Messori au Grand Prix de Saint-Pétersbourg. Elle y reçoit une médaille du tsar Nicolas II.
En 1911, elle bat le record de l'heure féminin, alors détenu depuis huit ans par la Française Louise Roger, en atteignant 37,192 km/h,. Ce record ainsi que ceux obtenus par toutes les femmes cyclistes ne furent officialisés par l'Union cycliste internationale qu'en 1955.
À 24 ans, en 1915, elle épouse Luigi Strada, un ouvrier soudeur, également coureur amateur, tandis que sa famille essaie de la convaincre d'arrêter le cyclisme. Il lui offre pour son cadeau de noces un vélo qu’il a fabriqué de ses mains et devient son entraîneur.
En pleine Première Guerre mondiale, Alfonsina décide de s'inscrire au Giro di Lombardia. Elle parcourt alors les 204 kilomètres de la course aux côtés notamment d'Henri Pélissier et Costante Girardengo. Elle boucle la course en arrivant vingtième tandis que 43 coureurs ont déjà abandonné.
Elle participe aux courses de Bologne et de Paris, ainsi que le Tour de Lombardie en 1918, terminant en bas de classement.
Elle décide ensuite de déménager à Milan pour s’entraîner afin de courir pour le Giro d'Italia 1924,. Tout le monde prédit qu'elle n'y arrivera jamais, mais elle est l'une des 30 à passer la ligne d'arrivée finale sur les 90 participants. Pour concourir, elle doit porter un pantalon et payer elle-même l'ensemble de ses frais, l'organisateur Emilio Colombo (it) la considère comme une attraction et espère une augmentation des ventes, alors que les meilleurs coureurs du moment sont absents de l'épreuve,. Elle arrive hors délai lors de la huitième étape, mais Emilio Colombo l'autorise à repartir le lendemain, même si elle n’apparaît plus officiellement dans le classement. Elle finit la course avec une moyenne de 21 km/h. Elle est ainsi la seule femme à avoir terminé l'un des trois grands tours masculins en y participant officiellement, tandis que Marie Marvingt aurait couru et terminé le Tour de France 1908 en marge de la course officielle, les organisateurs refusant sa participation. Après 1924, les organisateurs refusent son inscription.
Elle remporte toutes les courses féminines auxquelles elle participe, ainsi que 37 courses devant des hommes et devient amie avec certains d'entre eux, dont Costante Girardengo.
En 1925 elle souhaite participer au Tour de France. Elle n'y participera pas, ne figurant sur aucune liste des participants ou des inscrits.
Alfonsina participe en 1934 au premier Championnat du monde de cyclisme féminin (non officiel) en Belgique, puis bat à Paris en 1937 Éliane Robin qui fut championne de France en 1926,,.
En dehors du cyclisme, Alfonsina participe aussi à des spectacles dans toute l'Italie avec les acteurs et chanteurs Gino Franzi et Anna Fougez. Elle réalise alors des cascades en vélo et travaille dans certains cirques européens. Elle exploite alors sa notoriété pour compenser les maigres revenus du cyclisme professionnel féminin.
Elle ouvre ensuite un atelier-boutique de vélo à Milan en 1939. Ce lieu devient une véritable école de cyclisme où les passionnés de deux roues apprennent le matin à réparer les pannes, puis s'entraînent l'après-midi.
Mais un an plus tard l'Italie entre dans Seconde Guerre mondiale. Elle perd sa mère et son neveu sous des bombardements de Bologne. Pendant cette période elle vit avec la famille de son frère dans son deux-pièces, ils sont alors 8 à partager l'appartement.
Après la guerre, son magasin de vélo rouvre et devient une institution, comptant parmi ses clients les coureurs Fausto Coppi et Biagio Cavanna.
Luigi Strada meurt en 1946. En 1950, elle se remarie avec Carlo Messori, un coureur cycliste à la retraite et ensemble, ils ouvrent un magasin de cycles Via Varesina à Milan. Il commence à lui écrire sa biographie, mais meurt en 1957 avant de pouvoir la terminer.
Alfonsina dispute sa dernière course à Milan en 1956 à l'âge de 65 ans.
Elle vit seule à Milan ses dernières années, allant à sa boutique de vélo tous les jours, avant d'être trop fatiguée pour pouvoir continuer. En vendant des médailles et des trophées, elle s'achète une Moto Guzzi 500cc. En septembre 1959, après avoir assisté à la course cycliste des Trois vallées Varésines, de retour à Milan, elle meurt d'une crise cardiaque à l'âge de 68 ans, alors qu'elle tentait de redémarrer sa moto .

## Hommages et mémoire
Elle apparaît dans un poème du recueil LibrEs ! écrit par et interprétée sur scène par Mélodie Mô, Porte7 éditions, Collection Paroles Électriques -2024+
Son vélo fait partie de la collection de la chapelle Madonna del Ghisallo, près du lac de Côme en Italie.
Le conseil municipal de La Courneuve en banlieue parisienne, donne son nom à une place à aménager en 2025/2026.